# Liste der Kulturdenkmale in Schallhausen
In der Liste der Kulturdenkmale in Schallhausen sind die Kulturdenkmale des Döbelner Ortsteils Schallhausen verzeichnet, die bis Oktober 2022 vom Landesamt für Denkmalpflege Sachsen erfasst wurden (ohne archäologische Kulturdenkmale). Die Anmerkungen sind zu beachten.
Diese Aufzählung ist eine Teilmenge der Liste der Kulturdenkmale in Döbeln.

## Schallhausen
| Bild                                    | Bezeichnung                         | Lage                   | Datierung                 | Beschreibung | ID       |
| --------------------------------------- | ----------------------------------- | ---------------------- | ------------------------- | --- | -------- |
| Direkt Bild zu diesem Denkmal hochladen | Häuslerhaus und Seitengebäude       | Bergring 1 (Karte)     | Anfang 19. Jahrhundert    | Landschaftstypische Gebäude mit bildprägendem Fachwerk-Obergeschoss in gutem Originalzustand, baugeschichtlich bedeutsam. Erdgeschoss massiv, Obergeschoss Fachwerk (teilweise massiv), Satteldach mit Biberschwanzdeckung, L-förmiger Grundriss, Gebäude bilden baulich Einheit, beide Gebäude vermutlich vor 1800 erbaut, einriegeliges Fachwerk, gezapfte Streben. | 09208838 |
| Direkt Bild zu diesem Denkmal hochladen | Häuslerhaus                         | Bergring 4 (Karte)     | Um 1800                   | Kleines Häusleranwesen mit Frackdach, weitgehend original erhalten, ortsbildprägende und baugeschichtliche Bedeutung. Erdgeschoss massiv, Obergeschoss Fachwerk, durch traufseitige Erweiterung Frackdach, ursprünglich auffallend schmales Gebäude, einriegeliges Fachwerk, Bauzeit vermutlich vor 1800. | 09208840 |
| Direkt Bild zu diesem Denkmal hochladen | Häusleranwesen (ohne Seitengebäude) | Bergring 7 (Karte)     | 1. Hälfte 19. Jahrhundert | Zeit- und landschaftstypisches Wohnstallhaus mit verputztem Fachwerkobergeschoss in gutem Originalzustand, baugeschichtlich und ortsbildprägend von Bedeutung. Zweigeschossig, sieben Fensterachsen, Erdgeschoss massiv, Obergeschoss Fachwerk verputzt, Fenster- und Türöffnungen weitgehend original erhalten, Satteldach mit Biberschwanzdoppeldeckung. Das Haus beeindruckt durch seine Authentizität, woraus sich dessen baugeschichtlicher sowie sozialgeschichtlicher Wert ableiten lässt. | 09305670 |
| Direkt Bild zu diesem Denkmal hochladen | Wohnstallhaus eines Bauernhofes     | Bergring 13 (Karte)    | Um 1840                   | Zeit- und landschaftstypischer verputzter Bruchsteinbau in gutem Originalzustand, baugeschichtlich und sozialgeschichtlich von Bedeutung. Zweigeschossig, massiv, Wand-Öffnungsverhältnis intakt, steinerne Tür- und Fenstergewände, Steinportale mit Verdachung, Krüppelwalmdach. | 09208841 |
| Direkt Bild zu diesem Denkmal hochladen | Häuslerhaus                         | Weidengrund 11 (Karte) | Um 1840                   | Bildprägender Fachwerk-Bau, guter Originalzustand, baugeschichtlich und sozialgeschichtlich von Bedeutung. Erdgeschoss massiv, Obergeschoss Fachwerk (eine Giebelseite massiv), Krüppelwalmdach, Kronendeckung. | 09208837 |

## Tabellenlegende
- Bild: Bild des Kulturdenkmals, ggf. zusätzlich mit einem Link zu weiteren Fotos des Kulturdenkmals im Medienarchiv Wikimedia Commons. Wenn man auf das Kamerasymbol klickt, können Fotos zu Kulturdenkmalen aus dieser Liste hochgeladen werden:
- Bezeichnung: Denkmalgeschützte Objekte und ggf. Bauwerksname des Kulturdenkmals
- Lage: Straßenname und Hausnummer oder Flurstücknummer des Kulturdenkmals. Die Grundsortierung der Liste erfolgt nach dieser Adresse. Der Link (Karte) führt zu verschiedenen Kartendiensten mit der Position des Kulturdenkmals. Fehlt dieser Link, wurden die Koordinaten noch nicht eingetragen. Sind diese bekannt, können sie über ein Tool mit einer Kartenansicht einfach nachgetragen werden. In dieser Kartenansicht sind Kulturdenkmale ohne Koordinaten mit einem roten bzw. orangen Marker dargestellt und können durch Verschieben auf die richtige Position in der Karte mit Koordinaten versehen werden. Kulturdenkmale ohne Bild sind an einem blauen bzw. roten Marker erkennbar.
- Datierung: Baubeginn, Fertigstellung, Datum der Erstnennung oder grobe zeitliche Einordnung entsprechend des Eintrags in der sächsischen Denkmaldatenbank
- Beschreibung: Kurzcharakteristik des Kulturdenkmals entsprechend des Eintrags in der sächsischen Denkmaldatenbank, ggf. ergänzt durch die dort nur selten veröffentlichten Erfassungstexte oder zusätzliche Informationen
- ID: Vom Landesamt für Denkmalpflege Sachsen vergebene, das Kulturdenkmal eindeutig identifizierende Objekt-Nummer. Der Link führt zum PDF-Denkmaldokument des Landesamtes für Denkmalpflege Sachsen. Bei ehemaligen Kulturdenkmalen können die Objektnummern unbekannt sein und deshalb fehlen bzw. die Links von aus der Datenbank entfernten Objektnummern ins Leere führen. Ein ggf. vorhandenes Icon  führt zu den Angaben des Kulturdenkmals bei Wikidata.